# Saburo Kumabe
Saburō Kumabe (隈部三郎 (Kumabe Saburō)) (15 de fevereiro de 1865, Kumamoto) foi um advogado japonês e pioneiro da imigração japonesa para o Brasil.  

## Família e Educação
Saburō Kumabe nasceu em 15 de fevereiro de 1865 (ano 1 da Era Keio) na residência do clã Hosokawa na província de Kumamoto no Japão.
Kumabe era o segundo filho homem do casal Naoshiro e Tosse, tinha como irmãos Junshiro, Matao e Suekuma e Okiji como irmã. A mãe de Saburo faleceu quando ele tinha 12 ou 13 anos de idade, seu pai casou novamente com uma moça chamada Suki e teve mais um filho chamado Gunzo (MUSEU HISTÓRICO DA IMIGRAÇÃO JAPONESA NO BRASIL, 2007, pp. 109-110).
Em 1878 (ano 11 da Era Meiji), Saburō e seus familiares se mudaram de sua terra natal para a vila de Yokota. Kumabe permaneceu nesta localidade até os 22 anos de idade, tendo então se mudado para Tóquio. Durante sua moradia em Yokota, ingressou, em 1879, na Escola Pública de Licenciatura para o Curso Primário e graduou-se em 1881 (ano 14 da Era Meiji). Após a formatura, assumiu funções de professor primário na Escola Pública Primária do distrito de Tokita e em dezembro de 1882 (ano 15 da Era Meiji) ocupou a função de professor orientador na Escola Primária do distrito de Kaguma (MUSEU HISTÓRICO DA IMIGRAÇÃO JAPONESA NO BRASIL, 2007, p. 110).  
Formou-se em Direito, exercendo as funções de Magistrado e Juiz em Kagoshima.
Casou-se com Iho tendo cinco filhos, sendo quatro meninas e um menino, o caçula. 
Levava uma vida confortável até que leu o relatório sobre a emigração ao Brasil, elaborada pelo ministro Sugimura, lotado na Embaixada Japonesa no Brasil. Convencido da capacidade japonesa, planejou a instalação de uma colônia japonesa no Brasil. Para tal solicitou aos governadores provinciais de seu país que lhe enviassem jovens dispostos a tal empreitada. 
Em 1906, chegou ao Brasil com toda a família, via Europa, junto com outros imigrantes dispostos a constituir uma colônia agrícola. Na época, sem apoio, chegou a instalar-se provisoriamente na cidade de São Paulo, vivendo como enrolador de cigarros.
Em 1907, Ryo Mizuno, diretor da Companhia de Imigração Japonesa, firma acordo com o governo do Rio de Janeiro, recebendo a Fazenda Santo Antônio em Conceição de Macabu, na época pertencente a Macaé, como área para colonização. Ryo Mizuno convidou Kumabe e outros imigrantes para seguir a Conceição de Macabu e formar uma colônia agrícola. 
Em 11 de novembro de 1907, Saburo Kumabe, saiu de São Paulo rumo ao interior fluminense, levando seus familiares e outros imigrantes. Chegou em Macaé no dia 29 de novembro de 1907, seguiu para Conceição de Macabu e originou a colônia agrícola da fazenda Santo Antônio, a primeira do gênero no país.
A colônia fracassa devido ao abandono do governo fluminense e da companhia de imigração. Em 1912, Kumabe vai para o Rio de Janeiro, exercendo diversas funções até seu falecimento, por suicídio, em 1926.
Duas de suas filhas, foram as primeiras nipônicas a se formar no Brasil e, também, as primeiras a se naturalizar brasileiras.